# Wudinna District Council
Wudinna är en kommun i Australien. Den ligger i delstaten South Australia, omkring 370 kilometer nordväst om delstatshuvudstaden Adelaide.
Följande samhällen finns i Wudinna:
- Wudinna
- Minnipa
- Warramboo
- Pygery
- Yaninee

Trakten runt Wudinna består till största delen av jordbruksmark. Trakten runt Wudinna är nära nog obefolkad, med mindre än två invånare per kvadratkilometer. Genomsnittlig årsnederbörd är 454 millimeter. Den regnigaste månaden är juni, med i genomsnitt 90 mm nederbörd, och den torraste är oktober, med 9 mm nederbörd.